# Зиря
Зира́ или Зиря́ (азерб. Zirə) — посёлок городского типа в Хазарском районе Баку (Большой Баку). Расположен к востоку от Баку, вблизи острова Пираллахи.

## История
Зиря являлось одним из селений Бакинского ханства. В апреле 1918 года крестьяне Зиря признали советскую власть, причём сделано это было ещё до приезда иногородней комиссии с губернским комиссаром Мешади Азизбековым. В период Азербайджанской ССР в посёлке располагался овоще-молочный совхоз.
В 1968 году был открыт Зиринский герпетологический комбинат, на котором добывался змеиный яд. Объект прекратил свою деятельность к середине 1990-х годов.
В 2013 году к югу от посёлка был сдан в эксплуатацию морской порт Зиря. В 2016 году порт зарегистрировали в Государственной морской администрации Азербайджана.
С 2025 года действует железная дорога Дюбенди — Зиря — Гюргян — морской порт Зиря.

## География
К югу от Зиря расположен солончак Шурезар.

## Население

### Период Российской империи
По данным списков населённых мест Бакинской губернии от 1870 года, составленных по сведениям камерального описания губернии с 1859 по 1864 годы, в селении Зиря насчитывалось 166 дворов с населением 824 человека (426 мужчин и 398 женщин), состоящим из азербайджанцев-шиитов, указанных как «татары». 
По статистическим данным, извлечённым из посемейных списков 1886 года, в Зиря проживало 1294 человека, все — азербайджанцы. 
По данным «Кавказского календаря» на 1910 год в селении Зыря на 1908 год проживало 1310 человек, также состоящих из азербайджанцев (календарь называет их «татарами»).

### Период Азербайджанской ССР
По данным переписи 1970 года в посёлке проживало 6215 человек. По состоянию на 1979 год население составило 7807 человек. Перепись 1989 года зафиксировала в Зиря 8646 жителей.

## Экономика
10 мая 2008 года открыт завод по производству электрооборудования.
С 2019 года на территории 3 000 гектар действует оливководческий комплекс. 4 ноября 2022 года на территории комплекса открыт завод по переработке оливкового масла и столовых оливок. Мощность завода составляет 4 000 тонн масла в год. Действует участок по переработке столовых оливок мощностью 1 000 сырых оливок в год.
- Оливководческий комплекс Зиря
- Оливководческий комплекс Зиря

## Инфраструктура
10 мая 2008 года также открыт лечебно-оздоровительный центр. Действует центр культуры.
К югу от посёлка действует порт Зиря.
В 2025 году открыта железная дорога Дюбенди — Зиря — Гюргян — морской порт Зиря.

## Спорт
В посёлке имеется профессиональная футбольная команда «Зиря», выступающая в Премьер-лиге.
С 2015 года в центре культуры действует секция художественной гимнастики. Двое гимнасток из Зиря были привлечены в национальную сборную Азербайджана.

## Известные уроженцы
- Физули Али Ибрагим оглу Джавадов — лётчик, полковник пограничных войск Азербайджана[19].